# Нерсес Ламбронаци
Нерсе́с Ламбронаци́, Нерсес Ламбронский (род. 1153 — ум. 1198) — армянский писатель, учёный, философ, государственный и церковный деятель Киликийской Армении, поэт, музыкант и переводчик. Архиепископ Тарса Киликийского, родственник армянского католикоса Нерсеса IV Шнорали (Благодатного). Именуется Ламбронским по названию крепости Ламброн. Святой Армянской Апостольской и Римско-католической церквей.

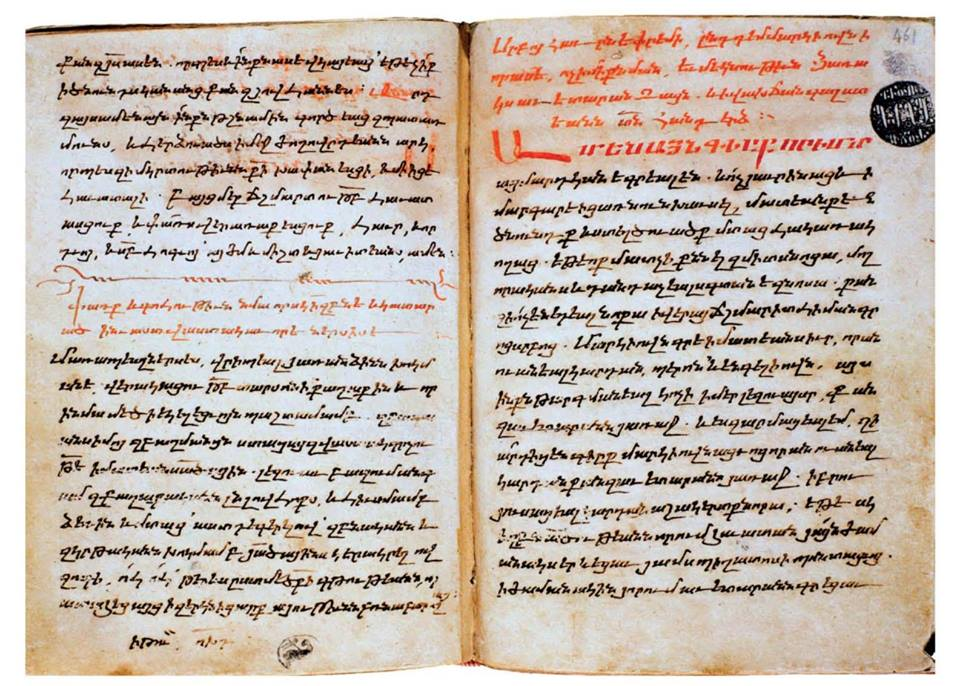
Памятная запись Ламбронаци 1195 года

Будучи отпрыском княжеского рода, он избрал себе духовное поприще и очень молодым получил сан вардапета. Был широко образован, знал языки, его перу принадлежит ряд богословских трудов, которые перечисляет Киракос Гандзакеци в своей «Краткой Истории». Покровительствовал Скеврской мастерской рукописной книги. По его личному заказу каллиграф и миниатюрист Григор Мличеци в 1173 году создал знаменитую рукопись «Книги скорбных песнопений» Григора Нарекаци. Особенно известны его «Синодальные речи». Нерсес Ламбронаци был известен свободомыслием в церковных делах, активно боролся за сближение Армянской церкви с римской и греческой.
Когда в 1179 году в Ромкле (Киликия, на берегу реки Евфрат) был созван собор, рассмотревший вопрос церковного объединения, Нерсес, по поручению патриарха армянского Григория IV (1173—1193), произнёс замечательное слово, и только смерть греческого императора Мануила Комнина помешала осуществлению постановлений собора. После этого против Нерсеса был воздвигнут ряд обвинений в измене интересам церкви.
Нерсес Ламбронаци выполнил новый перевод «Апокалипсиса» и добился того, чтобы Собор Армянской церкви в Константинополе принял его в состав Св. Писания Нового Завета. До этого Апокалипсис не входил в армянскую Библию, а был частью апокрифического сборника «Деяния Иоанна».
Память его празднуется 17 июля (по старому стилю).